# Мангония-Парк (Флорида)
Мангония-Парк (англ. Mangonia Park) — муниципалитет, расположенный в округе Палм-Бич (штат Флорида, США) с населением в 1283 человека по статистическим данным переписи 2000 года.

## География
По данным Бюро переписи населения США муниципалитет Мангония-Парк имеет общую площадь в 1,81 квадратных километров, водных ресурсов в черте населённого пункта не имеется.
Муниципалитет Мангония-Парк расположен на высоте 5 м над уровнем моря.

## Демография
По данным переписи населения 2000 года в Мангония-Парк проживало 1283 человека, 322 семьи, насчитывалось 443 домашних хозяйств и 490 жилых домов. Средняя плотность населения составляла около 708,84 человека на один квадратный километр. Расовый состав населённого пункта распределился следующим образом: 14,58 % белых, 76,70 % — чёрных или афроамериканцев, 0,70 % — коренных американцев, 0,31 % — азиатов, 1,56 % — представителей смешанных рас, 6,16 % — других народностей. Испаноговорящие составили 9,12 % от всех жителей.
Из 443 домашних хозяйств в 39,3 % воспитывали детей в возрасте до 18 лет, 34,1 % представляли собой совместно проживающие супружеские пар, рыв 30,5 % семей женщины проживали без мужей, 27,3 % не имели семей. 17,8 % от общего числа семей на момент переписи жили самостоятельно, при этом 4,5 % составили одинокие пожилые люди в возрасте 65 лет и старше. Средний размер домашнего хозяйства составил 2,90 человек, а средний размер семьи — 3,20 человек.
Население муниципалитета по возрастному диапазону по данным переписи 2000 года распределилось следующим образом: 31,3 % — жители младше 18 лет, 9,4 % — между 18 и 24 годами, 31,3 % — от 25 до 44 лет, 20,1 % — от 45 до 64 лет и 7,9 % — в возрасте 65 лет и старше. Средний возраст жителей составил 32 года. На каждые 100 женщин в Мангония-Парк приходилось 88,4 мужчин, при этом на каждые сто женщин 18 лет и старше приходилось 89,1 мужчин также старше 18 лет.
Средний доход на одно домашнее хозяйство составил 35 865 долларов США, а средний доход на одну семью — 34 688 долларов. При этом мужчины имели средний доход в 21 083 доллара США в год против 24 750 долларов среднегодового дохода у женщин. Доход на душу населения составил 35 865 долларов в год. 16,7 % от всего числа семей в населённом пункте и 19,2 % от всей численности населения находилось на момент переписи населения за чертой бедности, при этом 25,8 % из них были моложе 18 лет и 21,1 % — в возрасте 65 лет и старше.